# Fuso orario di Mosca
| Verde scuro | Fuso orario di Kaliningrad (UTC+2).    |
| Rosso       | Fuso orario di Mosca (UTC+3).          |
| Celeste     | Fuso orario di Samara (UTC+4).         |
| Giallo      | Fuso orario di Ekaterinburg (UTC+5).   |
| Ciano       | Fuso orario di Omsk (UTC+6).           |
| Pistacchio  | Fuso orario di Krasnojarsk (UTC+7).    |
| Viola       | Fuso orario di Irkutsk (UTC+8).        |
| Blu         | Fuso orario di Jakutsk (UTC+9).        |
| Verde       | Fuso orario di Vladivostok (UTC+10).   |
| Albicocca   | Fuso orario di Srednekolymsk (UTC+11). |
| Rosso scuro | Fuso orario della Kamčatka (UTC+12).   |

Il fuso orario di Mosca (in russo московское время?, moskovskoe vremja, in inglese Moscow Time, sigla MSK) è il secondo degli undici fusi orari in cui è ripartito il territorio della Federazione Russa dal 26 ottobre 2014, per effetto della legge federale del 3 giugno 2011 n. 107-F3 "Sul calcolo del tempo", così come modificata in data 21 luglio 2014.
Tale fuso orario corrisponde allo standard internazionale UTC+3 (Further-eastern European Time, FET).
Prende nome dalla città di Mosca e costituisce l'orario ufficiale di gran parte della Russia Europea (la totalità dei circondari federali centrale e del Caucaso Settentrionale, la quasi totalità del Circondario federale nordoccidentale con l'esclusione dell'Oblast' di Kaliningrad, e del meridionale tranne l'Oblast' di Astrachan' e l'Oblast' di Volgograd, e inoltre il Circondario federale del Volga, con l'esclusione di Baschiria, Udmurtia, Oblast' di Orenburg, Oblast' di Samara, Oblast' di Saratov, Oblast' di Ul'janovsk e Territorio di Perm'). È l'orario di riferimento per il sistema dei trasporti interurbani e per quello delle comunicazioni.
L'ora di Mosca è adottata de facto anche dalla Repubblica Popolare di Lugansk e dalla Repubblica Popolare di Doneck.
Come tutti i fusi orari della Federazione Russa, il fuso di Mosca non prevede il passaggio all'ora legale.

## Territori compresi nel fuso orario di Mosca
- Circondario federale centrale:
  -  Mosca
  -  Oblast' di Belgorod
  -  Oblast' di Brjansk
  -  Oblast' di Ivanovo
  -  Oblast' di Jaroslavl'
  -  Oblast' di Kaluga
  -  Oblast' di Kostroma
  -  Oblast' di Kursk
  -  Oblast' di Lipeck
  -  Oblast' di Mosca
  -  Oblast' di Orël
  -  Oblast' di Rjazan'
  -  Oblast' di Smolensk
  -  Oblast' di Tambov
  -  Oblast' di Tver'
  -  Oblast' di Tula
  -  Oblast' di Vladimir
  -  Oblast' di Voronež
- Circondario federale nordoccidentale:
  -  San Pietroburgo
  -  Repubblica di Carelia
  -  Repubblica dei Komi
  -  Oblast' di Arcangelo
    -  Circondario autonomo dei Nenec

  -  Oblast' di Leningrado
  -  Oblast' di Murmansk
  -  Oblast' di Novgorod
  -  Oblast' di Pskov
  -  Oblast' di Vologda
- Circondario federale meridionale:
  -  Adighezia
  -  Calmucchia
  -  Repubblica di Crimea
  -  Territorio di Krasnodar
  -  Oblast' di Rostov
  -  Sebastopoli
- Circondario federale del Volga:
  -  Ciuvascia
  -  Repubblica dei Mari
  -  Tatarstan
  -  Mordovia
  -  Oblast' di Kirov
  -  Oblast' di Nižnij Novgorod
  -  Oblast' di Penza
- Circondario federale del Caucaso Settentrionale:
  -  Cecenia
  -  Daghestan
  -  Inguscezia
  -  Cabardino-Balcaria
  -  Karačaj-Circassia
  -  Ossezia Settentrionale-Alania
  -  Territorio di Stavropol'